# مردان (شهر)
مَردان یکی از شهرهای کشور پاکستان است.
این شهر در ایالت مرزی شمال غربی واقع شده‌است.
قبیله اصلی ساکن منطقه مردان قبیله پشتون یوسفزی است. شمار کمی از تیره‌های سیدها، غُرغُشت، کاکَر، داوی، ختک، عثمان‌خیل، تانولی، پنجابی و هندوکوان نیز در این محل ساکنند.
بیشتر مردم مردان مربوط به دو طایفه کمال‌زی و بی زی و امازی از قبیله یوسفزی هستند. 
۹۸٫۴۴ درصد مردم شهر مردان پشتوزبانند.

## نگارخانه

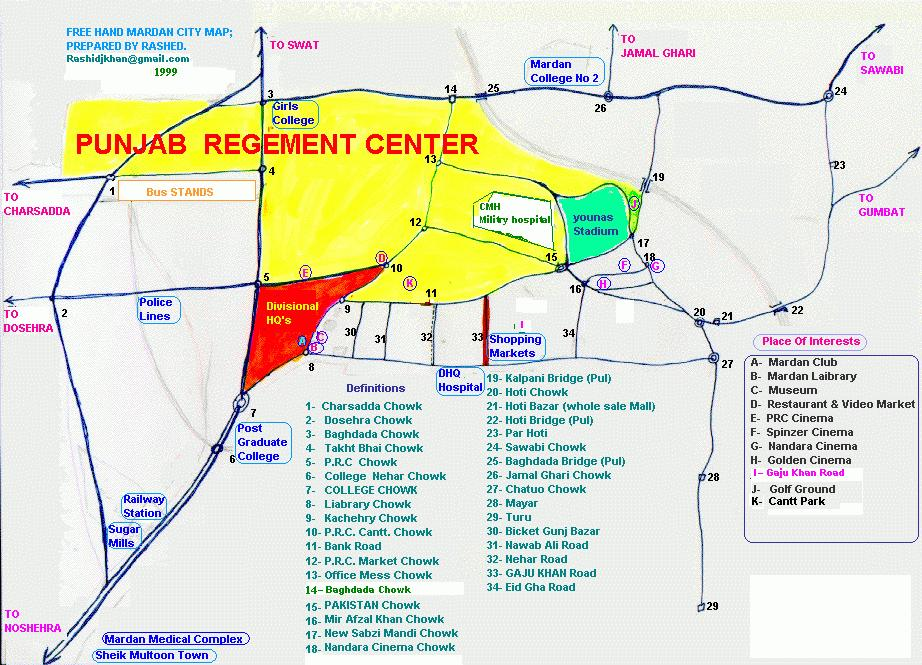
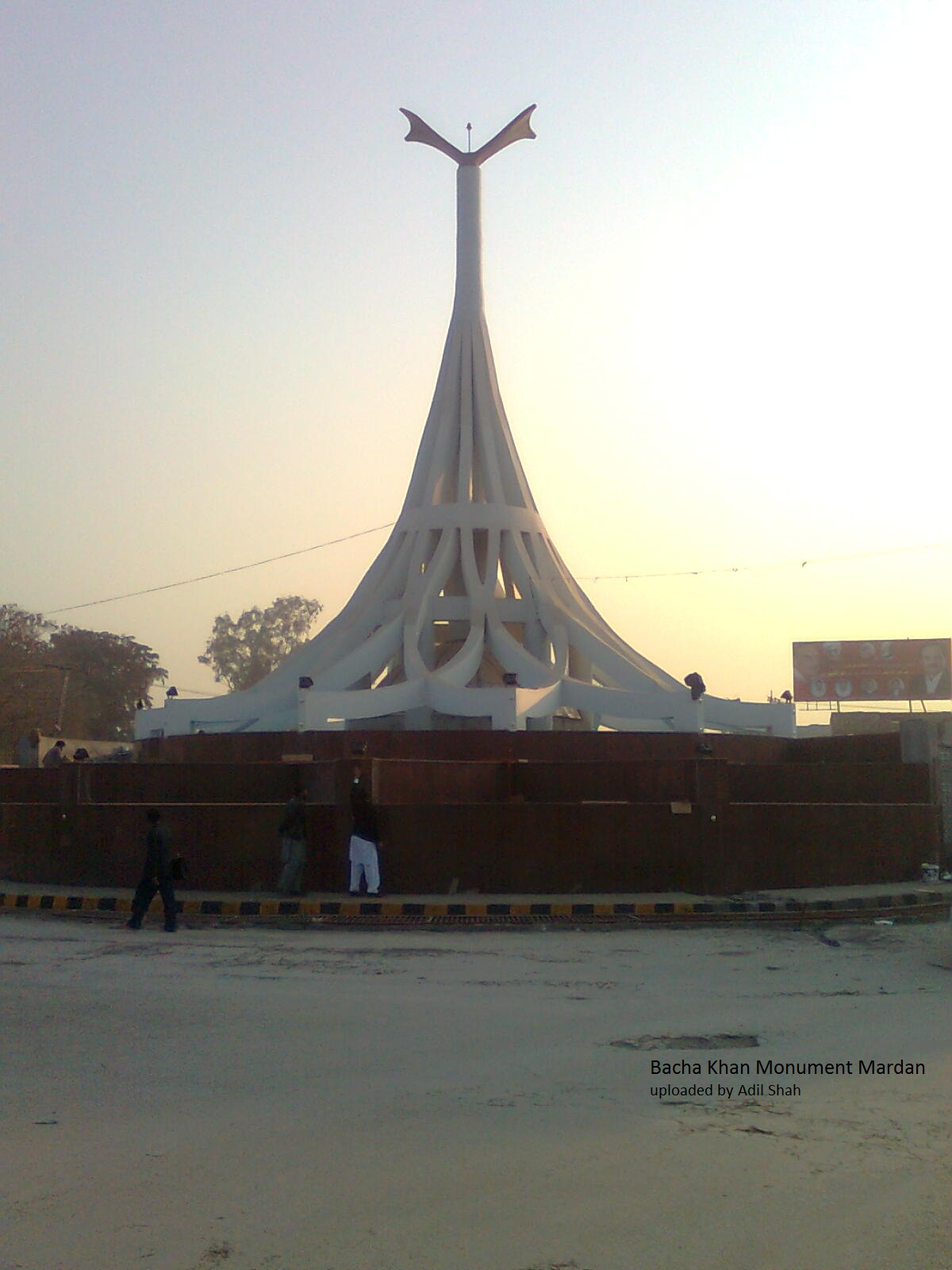
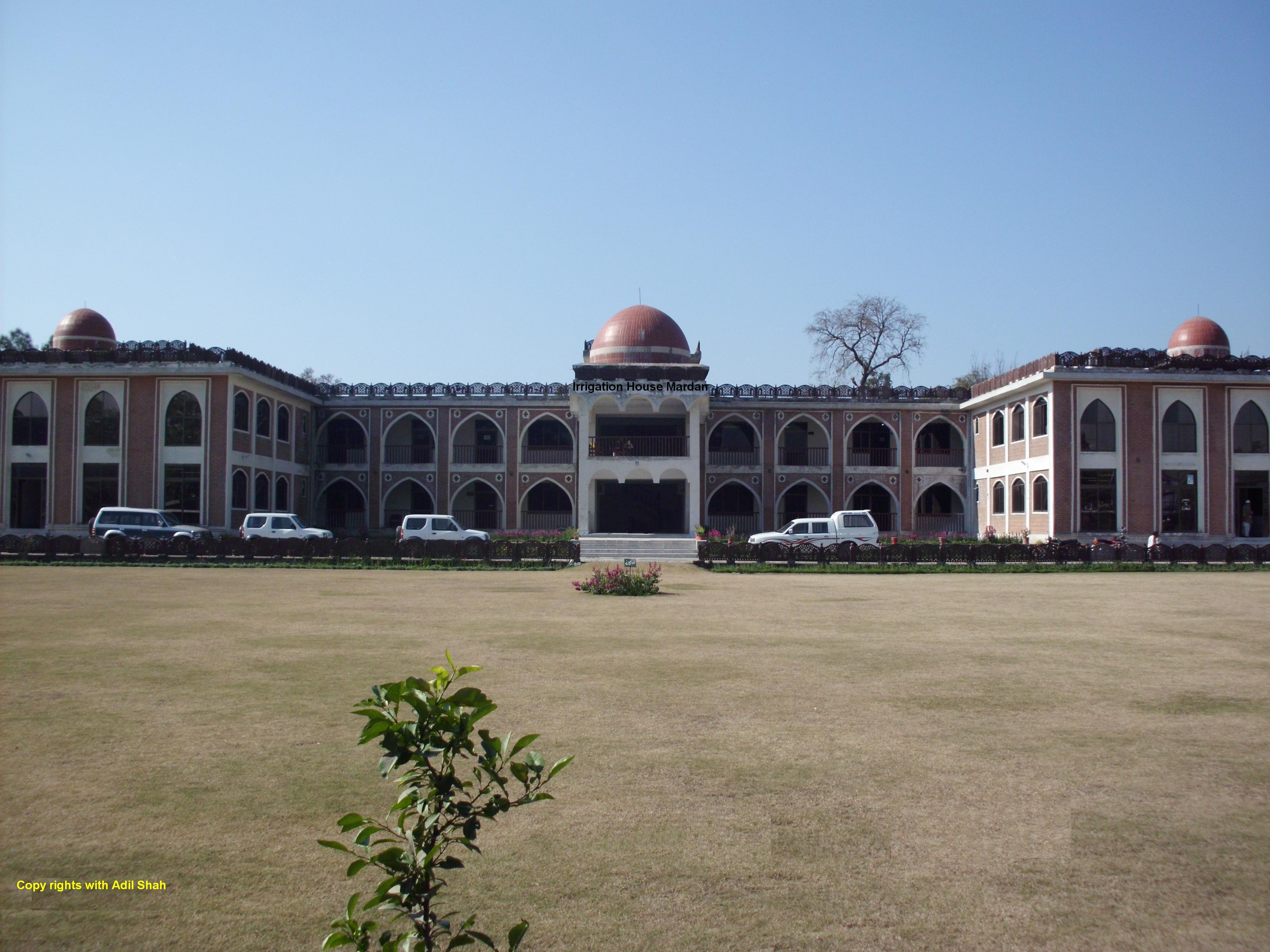
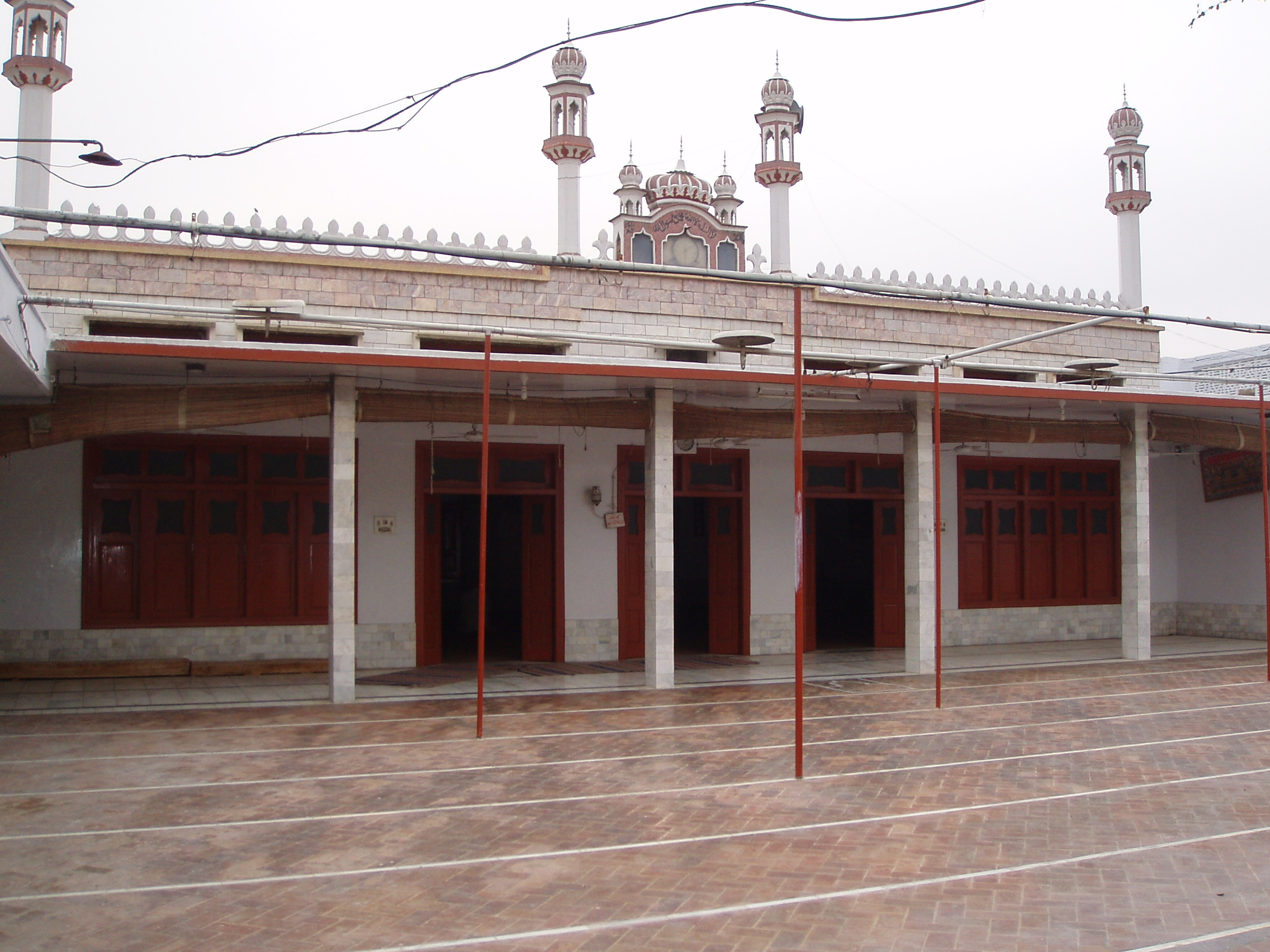
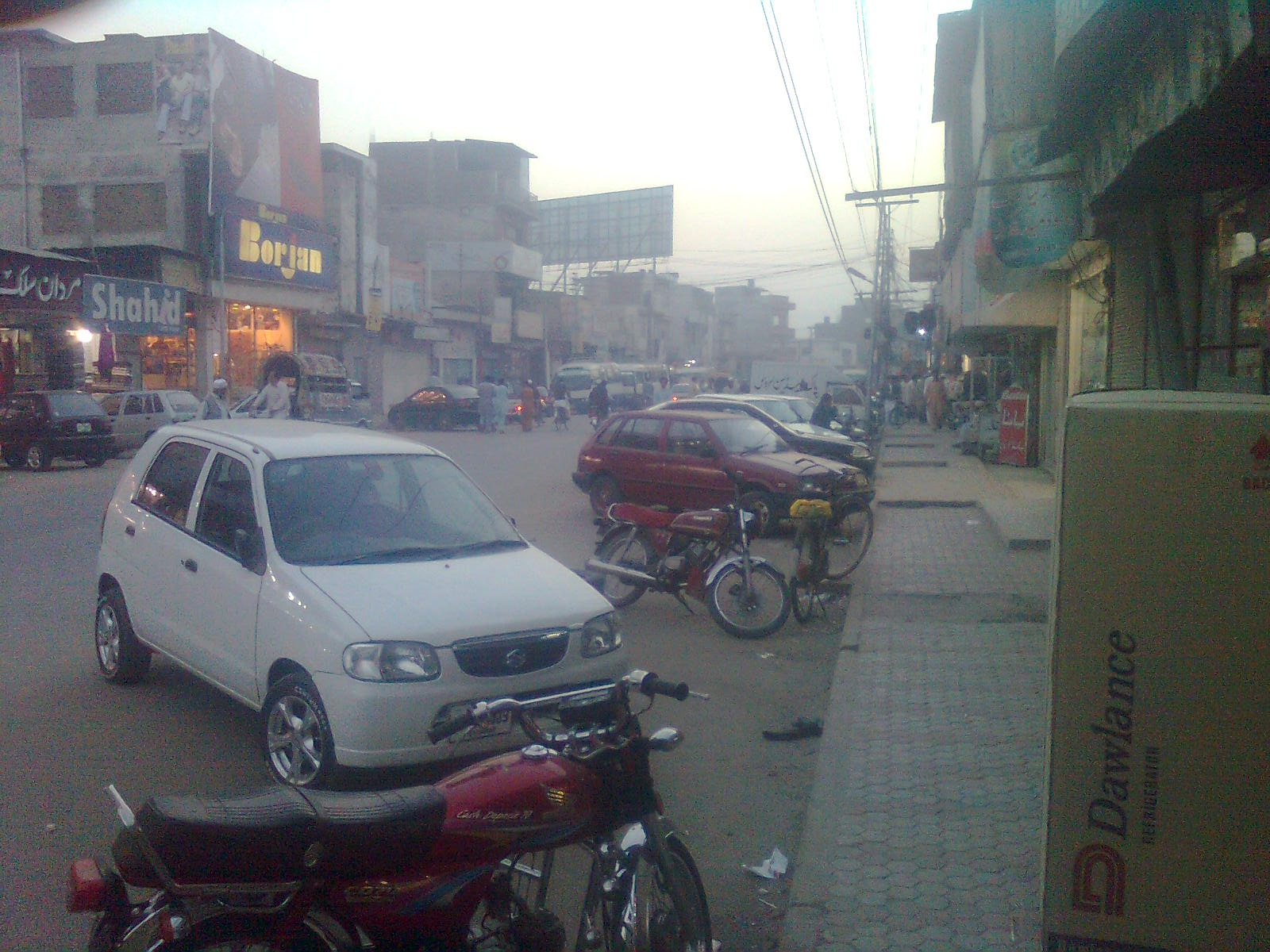